# Accessibilité universelle
L’accessibilité universelle est définie comme « le caractère d’un produit, procédé, service, information ou environnement qui, dans un but d’équité et dans une approche inclusive, permet à toute personne de réaliser des activités de façon autonome et d’obtenir des résultats équivalents ».  
Quatre axes sont pris en compte : 
1. Architectural et urbanistique
2. Programmes, services et emploi
3. Communications
4. Sensibilisation et formation[2]

## Personnes concernées
L'accessibilité universelle concerne toute personne ayant une déficience entraînant une incapacité significative et persistante et qui est sujette à rencontrer des obstacles dans l’accomplissement d’activités courantes. Au Québec, l’incapacité touche environ 33 % des personnes de 15 ans et plus vivant en ménage privé ou en ménage collectif non institutionnel, alors que 3 % des jeunes de 0 à 14 ans vivent avec une incapacité.

### Personnes handicapées
Une personne handicapée est une personne ayant une déficience entraînant une incapacité significative et persistante et qui est sujette à rencontrer des obstacles dans l'accomplissement d'activités courantes.
On répertorie sept types de limitation fonctionnelle :
1. Déficience motrice
2. Déficience auditive
3. Trouble de langage-parole
4. Trouble de santé mentale
5. Déficience visuelle
6. Déficience intellectuelle
7. Troubles du spectre de l'autisme (TSA)

### L'affaire de tous
L'accessibilité universelle concerne cependant tout le monde, puisque la situation d’une personne ayant une limitation fonctionnelle a un impact sur la vie de son entourage. De plus, ce ne sont pas seulement les personnes handicapées qui bénéficient de l'accessibilité universelle, elle est aussi au service :
- des milliers de personnes âgées qui voient leurs sens et leurs capacités s’affaiblir ;
- des milliers de Québécois qui vivent chaque année des incapacités temporaires dues à des blessures ou à des maladies ;
- des milliers de parents qui ne peuvent pas naviguer aisément dans l’espace public avec leurs poussettes ;
- des centaines de livreurs qui mettent en péril leur santé à moyen et long terme pour surmonter des obstacles dans leur travail ;
- 49 % des Québécois, âgés de 16 à 65 ans, qui ont des difficultés de lecture[6].

## Applications concrètes
L'accessibilité universelle peut prendre plusieurs formes et s'appliquer à divers secteurs, produits et services. Voici quelques exemples de son application. 

### Architectural et urbanistique
Les espaces publics et l'environnement bâti accessibles permettent une mobilité pour tous. Des ascenseurs dans les bâtiments aux intersections avec abaissements de trottoir et guidage tactile et visuel en passant par l'emplacement des toilettes et les rampes d'escaliers, bon nombre de mesures d'accessibilité entrent dans la planification des villes et des bâtiments. Au Québec, cet axe est notamment encadré par les normes de conception sans obstacle du Code de construction du Québec ou alors le Guide en matière de stationnement pour personnes handicapées de l'Office des personnes handicapées du Québec. La norme ISO 21542:2011 Construction immobilière - Accessibilité et facilité d'utilisation de l'environnement bâti spécifie les exigences relatives à cet axe.

### Programmes, services et emploi
L'accessibilité des programmes, services et emploi peut s'appliquer, par exemple, aux camps de vacances, à l'assistance financière au loisirs ou au service de relais téléphonique pour les personnes ayant une déficience auditive ou un trouble de langage-parole. Autre exemple, la vignette d'accompagnement touristique et de loisir, qui accorde une entrée gratuite à l'accompagnateur d'une personne ayant une déficience ou un problème de santé mentale pour certaines sorties touristiques ou de loisir. L'accessibilité s'applique également aux évènements, aux installations sportives comme les piscines, aux bibliothèques, ainsi qu'aux bureaux de travail.

### Communications
Les communications accessibles concernent à la fois les sites internet, les documents imprimés, les autres outils de communication et l'utilisation adéquate des pictogrammes. À titre d'exemples, un document est traduit en fichier audio ou en braille, une émission de télévision est sous-titrée, l'utilisation des couleurs tient compte des personnes daltoniennes, la taille d'écriture est suffisamment grande, les phrases sont courtes et simples, etc..

### Sensibilisation et formation
Comme l'accessibilité universelle est l'affaire de tous et s'applique à différents secteurs, produits et services, elle nécessite d'être connue et comprise des acteurs des divers milieux. Au Québec, plusieurs formations sont offertes pour l'accueil des personnes ayant une limitation fonctionnelle à la bibliothèque, à la piscine, au parc ou ailleurs. Des formations en accompagnement des personnes ayant une limitation fonctionnelle, en accompagnement loisir des personnes ayant un trouble du déficit d'attention avec hyperactivité, etc.

## Lois et règlements
Au Québec, l’accessibilité universelle est encadrée par la Charte des droits et libertés de la personne. La Charte spécifie que : « toute personne a droit à la reconnaissance et à l'exercice, en pleine égalité, des droits et libertés de la personne, sans distinction, exclusion ou préférence fondée sur [...] le handicap ou l'utilisation d'un moyen pour pallier à [sic] ce handicap ».
Par ailleurs, la Loi assurant l’exercice des droits des personnes handicapées en vue de leur intégration scolaire, professionnelle et sociale a été adoptée en 2004 par le gouvernement du Québec. La loi vise à assurer l'exercice des droits des personnes handicapées et à favoriser leur intégration à la société au même titre que tous les citoyens en prévoyant diverses mesures visant les personnes handicapées et leurs familles, leur milieu de vie ainsi que le développement et l'organisation de ressources et de services à leur égard. La loi dispose entre autres que les municipalités de plus de 15 000 habitants doivent produire, adopter et rendre public un plan d’action pour réduire les obstacles à l’intégration des personnes handicapées.